# Millac
Millac település Franciaországban, Vienne megyében. Lakosainak száma 467 fő (2022. január 1.). Millac Abzac, Asnières-sur-Blour, Availles-Limouzine, L’Isle-Jourdain, Luchapt, Mouterre-sur-Blourde és Le Vigeant községekkel határos.

## Népesség
A település népességének változása:
| Lakosok száma | 489  | 532  | 569  | 553  | 553  | 552  | 524  | 495  | 467  |
|               | 2013 | 2015 | 2016 | 2017 | 2018 | 2019 | 2020 | 2021 | 2022 |